# ناثان وليامز
ناثان وليامز (بالإنجليزية: Nathan Williams)‏ هو قاضي ومحامي وأمين مكتبة وسياسي أمريكي، ولد في 19 ديسمبر 1773 في ويليامزتاون في الولايات المتحدة، وتوفي في 25 سبتمبر 1835 في جنيف في الولايات المتحدة. انتخب عضو جمعية ولاية نيويورك وانتخب عضو مجلس النواب الأمريكي.